# Jonelle Filigno
Jonelle Filigno (24 de setembre de 1990) és una futbolista canadenca que va representar la selecció nacional del seu país, aconseguint una medalla de bronze als Jocs Olímpics de 2012.

## Carrera

### Clubs
Després de finalitzar la seva carrera a la Universitat Rutgers, Filigno va ser incorporada al club Sky Blue FC. Va fer el seu debut el 27 d'abril de 2014 davant l'equip Boston Breakers en l'estadi de Harvard. Va marcar el seu primer gol com a professional en l'empat 3 a 3 davant Washington Spirit el 21 de maig de 2014.

### Internacional
Filigno va debutar en la selecció absoluta del seu país el 16 de gener de 2008, als 17 anys. Va jugar amb la selecció als Jocs Olímpics de 2008 i en la Copa Mundial de 2011. En els Jocs Olímpics de 2012, Jonelle va marcar el gol de la victòria contra la selecció de Gran Bretanya amb una volea després d'un servei de tir de cantonada de Sophie Schmidt. La selecció del Canadà va obtenir la medalla de bronze en aquesta competició després de vèncer a la selecció francesa en el partit pel tercer lloc.